# 천중근
천중근(千重根, 1955년 11월 11일 ~ )은 대한민국의 제9대 전라남도의원었다.

## 학력
- 여수동초등학교 졸업
- 여수구봉중학교 졸업
- 여수공업고등학교 졸업
- 한국방송통신대학교 영어영문학과 중퇴

## 경력
- 전국민주노동조합총연맹 여수시지부 지부장
- 꿈과노동문제연구소 소장
- 전국화학섬유산업노동조합 여천NCC지회 조합장
- 민주노동당 전라남도 여수시 지구당 위원장
- 2012 여수세계박람회 유치위원회 위원장
- 전국화학섬유산업노동조합 전남지부 지부장
- 여수시 장애인종합복지관 관장
- 대림산업 노동조합 위원장
- 평화통일시민연대 여수시 상임대표
- 2011.12 ~ 2013.11 통합진보당
- 2012.04 ~ 2014.06 제9대 전라남도의회 의원
- 2012.04 ~ 2012.07 제9대 전라남도의회 전반기 예산결산특별위원회 위원
- 2012.04 ~ 2012.07 제9대 전라남도의회 2012 여수세계박람회 지원특별위원회 위원
- 2012.07 ~ 2014.06 제9대 전라남도의회 후반기 행정환경위원회 위원
- 2012.11.09 통합진보당 탈당
- 2014.03.03 새정치연합 창당 발기인

## 수상
- 2014 제1회 대한민국 무궁화 평화대상

## 역대 선거 결과
|  | 17.5% |

|  | 13.83% |

|  | 34.30% |

|  | 43.77% |